# II. Mehmed Giráj krími kán
II. Mehmed Giráj vagy Kövér Mehmed (krími tatár: II Mehmed Geray, ٢ محمد كراى; Semin Mehmed Geray, سمين محمد كراى), (1532 – 1584 májusa) krími tatár kán. Testalkata miatt a Kövér Mehmed csúfnevet kapta.

## Élete
Mehmed a legidősebb fia volt I. Devlet Giráj krími kánnak. Édesapja uralkodása alatt 1555-től 1577-ig ő látta el a kalgai (vezíri) tisztséget.

Édesapja 1577-es halála után Mehmed lett a kán. Mehmed először saját legidősebb fiát, Szadetet tette kalgának, de hamarosan egy új tisztséget kreált neki, és núreddinnek nevezte ki, a krími hierarchiában a kán után harmadiknak. A kalga Mehmed öccse, Adil Giráj lett. 1578-ban Adil vezette a krími csapatokat a perzsa hadjáratban, ahol fogságba esett és a következő évben kivégezték. Tisztségét egy másik testvér, Alp Giráj kapta.

Nem sokkal Mehmed trónra lépése után a török szultán hadat üzent Perzsiának. Az első hadjárat balul sült el a vazallus krími segédcsapatoknak, és a második hadjáratban Mehmed vissza is fordult, amivel feldühítette a szultánt. 1584-ben III. Murád szultán megfosztotta Mehmedet káni méltóságától és öccsét II. Iszlám Girájt nevezte ki a helyére. II. Mehmed megpróbálta megszervezni az ellenállást, de csapatai az új uralkodót támogatták, ezért ő menekülni kényszerült. Saját fivére, az általa kinevezett kalga, Alp Giráj ölte meg. Mehmedet a családi sírboltban, Bahcsiszerájban temették el.

## Fordítás
Ez a szócikk részben vagy egészben  a(z)   Мехмед II Герай című orosz Wikipédia-szócikk ezen változatának fordításán alapul.  Az eredeti cikk szerkesztőit annak laptörténete sorolja fel. Ez a jelzés csupán a megfogalmazás eredetét és a szerzői jogokat jelzi, nem szolgál a cikkben szereplő információk forrásmegjelöléseként.
| Előző uralkodó: I. Devlet Giráj | Krími kán 1577 – 1584 | Következő uralkodó: II. Szadet Giráj |